# Маунтин Вју (Калифорнија)
Маунтин Вју (енгл. Mountain View) град је у америчкој савезној држави Калифорнија. По попису становништва из 2020. у њему је живело 82.376 становника. Име је добио по погледу Санта Круз планине.
Град је смештен у центру Силицијумске долине, дом је неколико највећих светских технолошких компанија, укључујући Гугл и Мозилину фондацију. 1956. године је у граду основана Шоклијева полупроводничка лабораторија, прва компанија која је развила полупроводнички транзистор, и са њом је почео и технолошки развој који је довео до стварања Силицијумске долине.

## Демографија
Према попису становништва из 2010. у граду је живело 74.066 становника, што је 3.358 (4,7%) становника више него 2000. године.
| Група             | 2000.          | 2010.          |
| Белци             | 39.029 (55,2%) | 34.052 (46,0%) |
| Афроамериканци    | 1.789 (2,5%)   | 1.629 (2,2%)   |
| Азијати           | 14.613 (20,7%) | 19.232 (26,0%) |
| Хиспаноамериканци | 12.911 (18,3%) | 16.071 (21,7%) |
| Укупно            | 70.708         | 74.066         |

## Партнерски градови
- Ивата, Шизуока, Јапан
- Хаселт, Белгија